# Kościół Świętych Apostołów Szymona i Judy Tadeusza w Łętowni
Kościół Świętych Apostołów Szymona i Judy Tadeusza w Łętowni – drewniany kościół z 2. połowy XVIII wieku, znajdujący się w Łętowni, w gminie Jordanów w województwie małopolskim.
Powstał w miejscu poprzedniego drewnianego kościoła, przeniesionego do Krzeczowa. Jest kościołem jednonawowym, wzniesionym z drewna w konstrukcji zrębowej. Elewacja kościoła jest oszalowana, dach kryty gontem. Wieża o konstrukcji słupowo-ramowej z barokowym baniastym hełmem. Dach prezbiterium dwuspadowy z sygnaturką, dach transeptu wielospadowy.
Wyposażenie wnętrza kościoła pochodzi z 2. połowy XVIII wieku. Składa się na nie rokokowy ołtarz z centralnym obrazem patronów kościoła, świętych Szymona i Judy Tadeusza, jak również krucyfiks z posągami Matki Boskiej, św. Jana Ewangelisty i św. Marii Magdaleny umieszczone na belce tęczowej. Cennymi elementami wyposażenia są również rokokowa ambona z 1779, dwa siedemnastowieczne konfesjonały, chór z organami pochodzącymi z czasów budowy świątyni oraz liczne obrazy ołtarzowe i rzeźby.

## Galeria

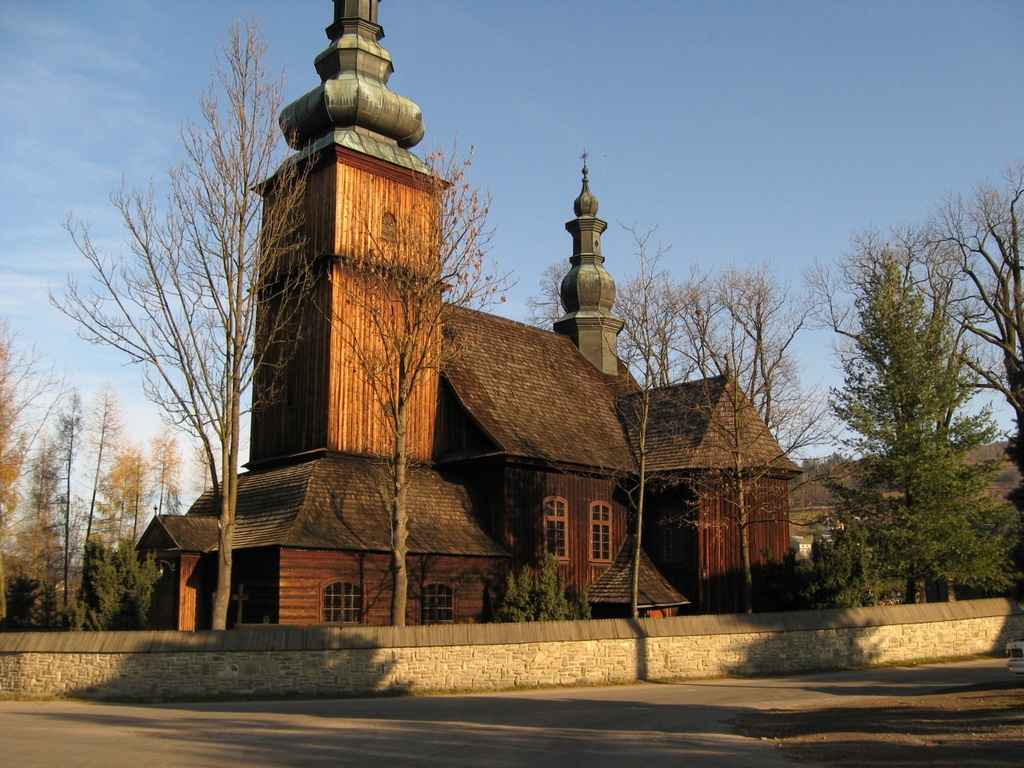
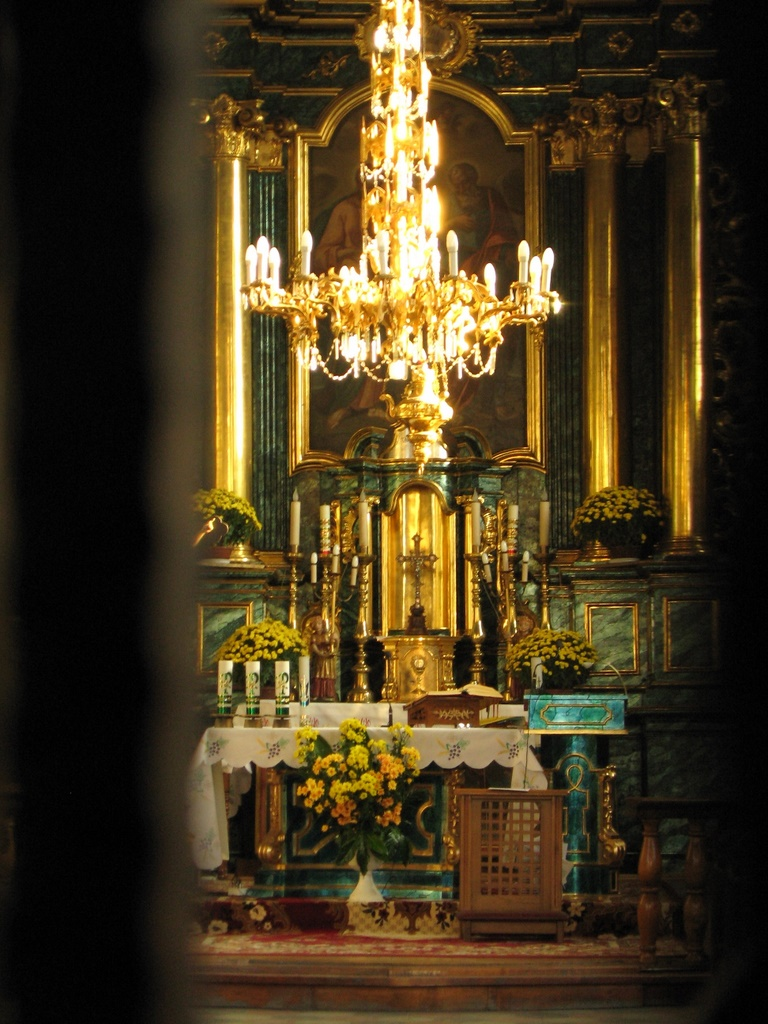
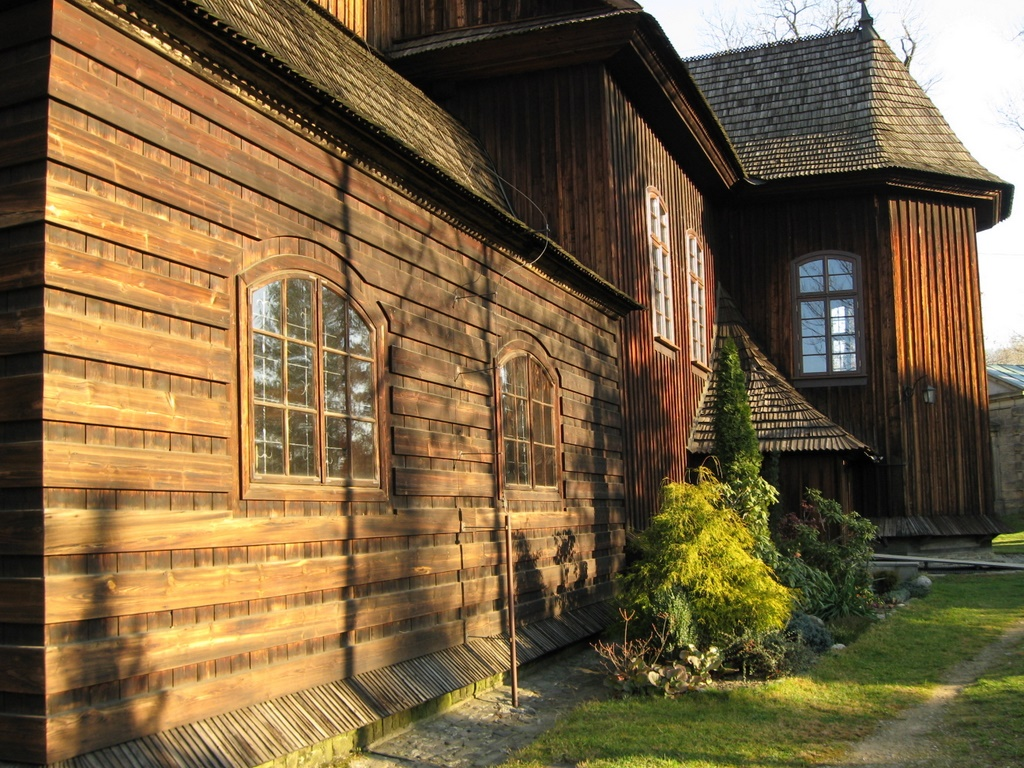